# هال فيني (مبرمج)
هال فيني (بالإنجليزية: Hal Finney)‏ هو مبرمج أمريكي، ولد في 4 مايو 1956 في كوالينغا في الولايات المتحدة، وتوفي في 28 أغسطس 2014 في فينيكس في الولايات المتحدة بسبب تصلب جانبي ضموري.

## انظر ايضًا
- ساتوشي ناكاموتو